# Binance
Binance este o platformă de schimb de criptomonede unde utilizatorii pot cumpăra, vinde și tranzacționa diverse criptomonede, inclusiv Bitcoin și Ethereum.  

## Istorie
Binance a fost fondată în 2017 și are sediul în Hong Kong. CEO este Changpeng Zhao . Timp de șase luni de funcționare, Binance a intrat pe lista celor mai mari platforme în ceea ce privește volumul de tranzacționare a criptomonedelor.
În august 2017, finanțatorul He Yi a devenit unul dintre liderii Binance, vestea acestui fapt mărind capitalizarea companiei cu 40%. Fluxul de noi utilizatori a devenit atât de mare încât în ianuarie 2018 înregistrarea de noi clienți a fost temporar închisă iar echipamentul a fost modernizat din cauza încărcării crescute. Numărul utilizatorilor Binance din aprilie 2018 a fost de 7,9 milioane.
În martie 2018, din cauza cerințelor autorităților din Hong Kong și a reglementării în creștere a pieței criptomonedelor, conducerea Binance a decis să își schimbe jurisdicția în Malta.
De la începutul anului 2019, Binance a anunțat lansarea Binance Jersey, o nouă platformă de tranzacționare pentru schimbul de criptomonede pentru bani fiduciari. Binance Jersey a fost printre primele companii care au tranzacționat perechea euro / liră sterlină cu Bitcoin și Ethereum.
În noiembrie 2019, Binance a achiziționat schimbul indian de bitcoin WazirX.
Pe 2 decembrie 2019, Binance a anunțat lansarea perechilor de tranzacționare legate de rubla rusească.
La 21 februarie 2020, Autoritatea pentru Servicii Financiare din Malta (MFSA) a emis o declarație publică ca răspuns la rapoartele din presă care se refereau la Binance ca fiind o companie de criptomonede „din Malta”. Declarația a menționat că Binance „nu este autorizat de MFSA să opereze în sfera criptomonedei și, prin urmare, nu este supusă supravegherii reglementate de către MFSA. „MFSA a adăugat că „evaluează dacă Binance are activități în Malta care ar putea să nu se încadreze în domeniul supravegherii reglementate”.
La 28 octombrie 2020, personalul Forbes a lansat documente care pretind că Binance și Changpeng Zhao au creat o structură corporativă elaborată, menită să înșele în mod intenționat autoritățile de reglementare din Statele Unite și să profite în secret de investitorii în criptomonede aflați în țară. Binance blochează oficial accesul de la adresele IP situate în Statele Unite, dar „potențialii clienți ar fi învățați cum să evite restricțiile geografice”, a susținut Forbes.
În aprilie 2021, Autoritatea Federală de Supraveghere Financiară din Germania a avertizat că Binance riscă amenzi pentru că și-a oferit jetoane digitale de urmărire a valorilor mobiliare fără a publica un prospect pentru investitori.
În mai 2021, s-a raportat că Binance a fost investigată atât de Serviciul Fiscal Intern, cât și de Departamentul de Justiție al Statelor Unite cu privire la acuzații de spălare de bani și infracțiuni fiscale.
În februarie 2022, Binance a câștigat 200 de milioane de dolari, a declarat Forbes.

## Comerț
Există trei tipuri de tranzacționare disponibile pe Binance: spot, marjă și futures.

### Tranzacționare spot
Tranzacționarea spot implică livrare contra plată, adică un schimb imediat, dar numai în cadrul fondurilor comerciantului. Sunt disponibile tranzacții cu 400 de perechi de tranzacționare, inclusiv monede fiat.

### Marja
Tranzacționarea în marjă presupune că traderul va „închide în mod necesar tranzacția”, adică va efectua o contra-operațiune în ceea ce privește tranzacția de „deschidere” - dacă prima a fost achiziționarea de bitcoin pentru ruble, atunci după un timp va exista cu siguranță o vânzare a acestor bitcoin-uri pentru ruble și nu plata anumitor bunuri cu bitcoin-urile achiziționate ... În același timp, un comerciant poate efectua tranzacții pentru sume care sunt de multe ori mai mari decât fondurile sale reale (utilizați pârghia ). În noiembrie 2019, efectul de levier a fost mărit la 1: 5 , adică puteți efectua tranzacții într-o sumă de 5 ori mai mare decât are comerciantul în bilanț.
Pentru a utiliza această funcție, un comerciant trebuie să parcurgă procedura KYC și să instaleze autentificarea cu doi factori. Există o „listă neagră” a țărilor ai căror cetățeni nu pot utiliza tranzacționarea cu marjă Binance.

### Futures
Din septembrie 2019, șase criptomonede ( Bitcoin, Ethereum, Litecoin, Ripple, Bitcoin Cash și EOS ) au putut tranzacționa contracte futures. Fiecare instrument are propria pârghie: pentru bitcoin - de la 1 la 125, pentru altcoins - până la 75.

## Verificare
- Verificarea pe Binance nu este necesară dacă retragerea pe zi nu depășește 2 bitcoins și utilizatorul nu intenționează să lucreze cu monede fiat.
- Standard - completarea unui formular standard cu date personale fiabile, atașarea scanărilor de documente și a selfie-urilor utilizatorilor. În plus, pentru a finaliza înregistrarea, trebuie să descărcați aplicația Binance și să efectuați o serie de mișcări simple pe cameră (întoarceți capul, deschideți gura etc.). Vă permite să retrageți până la 100 de bitcoin pe zi.
- Pro - trebuie să treci un interviu cu un angajat Binance. Vă permite să retrageți orice sumă de fonduri.